# Calliphora uralensis
Calliphora uralensis este o specie de muște din genul Calliphora, familia Calliphoridae, descrisă de Villeneuve în anul 1922. Conform Catalogue of Life specia Calliphora uralensis nu are subspecii cunoscute.